# Johann Michael Fehr
Pour les articles homonymes, voir Fehr.
Johann Michael Fehr, né le 9 mai 1610 à Kitzingen et mort le 15 novembre 1688 à Schweinfurt, était un médecin allemand.

## Biographie
Johann Michael Fehr est le fils d'un maître d'hôpital de Kitzingen, Michael Fehr, et de sa femme Margarete Martin, fille de l'architecte Hans Martin.
Il étudie la médecine aux universités de Leipzig, Wittemberg, Iéna et Altdorf bei Nürnberg. Après un long stage chez le médecin particulier saxon J. R. Sultzberger, il se rend pour son travail de doctorat à l'université de Padoue, où il obtient le titre de Dr. med. et phil. en 1641.
Après son retour, il épouse Maria Barbara, une fille du conseiller municipal Simon Meister, à Schweinfurt en 1642. Ils ont trois filles et quatre fils. Il s'installe comme médecin à Schweinfurt et entreprend en même temps des études botaniques. Après la mort de sa première femme, il épouse à Schweinfurt en 1658 Anna Maria, fille du conseiller municipal Johannes Otto. Avec elle, il a quatre filles et trois fils.
Le 1er janvier 1652, il fonde la Leopoldina avec son collègue Johann Lorenz Bausch. Il s'y donne le pseudonyme Argonautoa I. et assume à partir de 1666 la présidence de la Leopoldina à Schweinfurt, après la mort de son premier président Johann Bausch l'année précédente. Il reste à ce poste jusqu'en 1686, date à laquelle Johann Georg Volkamer le remplace.
En cette même année 1666, Fehr succède à Johann Bausch en tant que médecin municipal. En 1672 il devient Reichs Vogt de Schweinfurt et en 1686, il est appelé à être médecin particulier de l'empereur.
Pour des raisons de santé, Fehr met fin à toutes ses activités en 1687. Il décède un an plus tard à l'âge de 78 ans à Schweinfurt, le 15 novembre 1688.

## Œuvres (non complètes)
- Anchora sacra vel Scorzonera (1666)
- Hiera picra seu analecta de absynthio (1667)